# Miramax Films
Miramax Films är ett amerikanskt filmbolag, grundat 1979, av bröderna Harvey och Bob Weinstein i syfte att distribuera amerikanska independentfilmer och utländska filmer. Idag är det ägt av Walt Disney Company och ingår i Buena Vista Motion Pictures Group.

## Historik
Under de första åren var Miramax ett renodlat distributionbolag men 1986 släppte man sin första egenproducerade film - Dunder & brak. Under 1990-talet kom man att utvecklas till ett av Hollywoods större filmproducerande bolag med flera kassasuccéer i produktionen. 
1993 köptes Miramax Films av Walt Disney Company för 70 miljoner dollar. Bolaget fortsatte dock i stort sett att verka oberoende av de nya ägarna; dock hade Disney sista ordet när det gällde vilka filmer bolaget fick producera och distribuera (vilket bland annat innebar att de amerikanska distributionsrättigheterna till Dogma och Fahrenheit 9/11, som först hade ägts av Miramax, kom att säljas till andra produktionsbolag inför premiärerna).
2005 ändrades dock förutsättningarna för bolaget. Disney införlivade det i Buena Vista Motion Pictures Group, och la det därmed direkt under Disneykoncernen. Bröderna Weinstein lämnade då Miramax (men tog med sig dess dotterbolag Dimension Films) och skapade ett nytt filmbolag, The Weinstein Company. 

## Produktion (i urval)
- Alla säger I Love You
- Chicago
- Chocolat
- Ciderhusreglerna
- Cinderella Man
- Clerks
- Cop Land
- Den engelske patienten
- Duplex
- Ella den förtrollade
- Frida
- From Dusk Till Dawn
- Gisslan
- Jackie Brown
- Jordgubbar och choklad
- Kapten Corellis Mandolin
- Kill Bill: Volume 1
- Kill Bill: Volume 2
- Kulregn över Broadway
- Kärt besvär förgäves
- Little Voice
- Master and Commander - Bortom världens ände
- Proof
- Pulp Fiction
- På spaning med Bridget Jones
- På tal om Afrodite
- Rounders - Sista spelet
- Scream 2
- Shakespeare in Love
- Shall We Dance?
- Sliding Doors
- The Aviator
- The Crow
- The Talented Mr. Ripley
- Timmarna
- Velvet Goldmine
- Will Hunting
- Åter till Cold Mountain